# Verborgen bestand
Verborgen bestanden, Engels: hidden files, zijn computerbestanden waarvan de naam niet verschijnt in de lijst als men de inhoud van een directory, van een map opvraagt. Ze worden alleen zichtbaar als men er met een aangepast commando, bijvoorbeeld in Unix of Linux, expliciet om vraagt of door een bestandsattribuut, in DOS of Windows, te veranderen. Men kan ook hele directory's, mappen, verbergen. Dat zijn namelijk ook bestanden, weliswaar met een bepaalde functie.
Een verborgen bestand is meestal een configuratiebestand en alleen voor het systeembeheer van belang, voor de installatie van software en dergelijke. Een gewone gebruiker hoeft ze niet of zelden te zien en een systeembeheerder zal er wellicht ook op aandringen dat de gewone gebruikers er afblijven. Een wijziging in een configuratiebestand kan namelijk het systeem ernstig verstoren.
Verborgen bestanden zijn evenwel niet automatisch beschermd. Bescherming vereist nog steeds het instellen van gebruikersrechten.
Bij spyware wordt vaak gebruikgemaakt van verborgen bestanden, die dus wel door iedereen kunnen gebruikt worden, in dit geval onbewust.

## Unix
Gebruikers van een computer waarop het besturingssysteem een vorm van Unix is, waaronder Linux en BSD, kennen verborgen bestanden als zogenaamde dot-bestanden. Een dot-bestand is een bestand waarvan de naam begint met een punt, een dot. Zo'n dot-bestand is meestal een configuratiebestand, maar sommige programma's produceren dot-bestanden waarin debug-informatie wordt opgeslagen of om ze als tijdelijk bestand te gebruiken.
Men moet expliciet de optie -a of --all toevoegen aan het listing-commando ls om ze zichtbaar te maken.
Onder de verborgen bestanden vindt men vaak zogenaamde runcom- of rc-bestanden, dat zijn ook configuratiebestanden, scripts. Rc-bestanden worden sinds 1961 in besturingssystemen in de lijn van Unix gebruikt, de bestanden op het Compatible Time-Sharing System van MIT, een van de eerste besturingssystemen met timesharing. Daar werd het commando RUNCOM voor gebruikt, een voorloper van de eerste shell-scripts.
Met Samba kan men in een netwerk bestuurd door DOS of Windows de attributen van bestanden, die de zichtbaarheid ervan bepalen, beheren.

## DOS en Windows
De computers met MS-DOS en andere vormen van DOS beschikten over een File Allocation Table. Het was daarmee mogelijk bestanden en mappen met het commando attrib, dat het attribuut Hidden wijzigde, te verbergen. Wil men in Windows bestanden onzichtbaar maken, dan moet een eigenschap, een attribuut van het bestand worden gewijzigd door in het Properties-venster de Hidden-optie aan te vinken. Er zijn in Windows ook bestanden met de bestandsextensie .dot, bijvoorbeeld: normal.dot. Dit zijn bestanden die sjablonen, templates, voor Word-documenten bewaren. Bij recente versies van Word is de bestandsextensie eventueel .dotm of .dotx.

## Mac
Op het klassieke Mac OS wordt de zichtbaarheid in de Resourcefork van een bestand gezet, die met het programma ResEdit kan worden ingesteld. Bij het modernere macOS wordt dezelfde methode als bij Unix met dot-bestanden gebruikt.